# Hugo Haß
Hugo Haß (* 23. Mai 1912 in Klarheim; † 16. Februar 2000 in Hofgeismar) war ein deutscher Generalmajor des Heeres der Bundeswehr, Oberstleutnant im Generalstab des Heeres der Wehrmacht und Angehöriger des Bundesnachrichtendienstes. Zuletzt war er Amtschef der Military Agency for Standardization der NATO in London.

## Leben
Haß trat am 1. April 1932 als Offizieranwärter in die Reichswehr ein. Nach einer Verwendung im Infanterie-Regiment 5 und Lehrgängen an der Infanterieschule der Reichswehr in Dresden und der Artillerieschule in Jüterbog, wurde er am 1. Oktober 1934 zum Leutnant befördert und war von Oktober 1934 bis Oktober 1935 Zugführer in der Nachrichtenabteilung 2 in Stettin, bevor er Adjutant und Kompaniechef der Nachrichtenabteilung 12 in Schwerin wurde. Ab Oktober 1939 war er 1. Ordonnanzoffizier im Stab der 2. Infanterie-Division und nahm vom Januar bis April 1941 am 4. Generalstabslehrgang an der Kriegsakademie in Berlin teil. Anschließend wurde er 2. Verbindungsoffizier des Oberkommandos des Heeres zur Heeresgruppe Nord. Ab April 1943 war er Referent in der Chefgruppe des Generalquartiermeisters im Generalstab des Heeres/Oberkommando des Heeres und ab Juli 1943 Quartiermeister im Stab des XXVII. Armeekorps. Von Februar bis Juli 1944 war er Erster Generalstabsoffizier der 275. Infanterie-Division und zuletzt Quartiermeister im Wehrmachtsführungsstab/Oberkommando der Wehrmacht (Kommandantur).
Von Mai 1945 bis Mai 1947 war Haß in britischer Kriegsgefangenschaft. Danach absolvierte er eine Berufsausbildung als Maurer und war von 1949 bis 1952 selbständiger Bauunternehmer in Hofgeismar. Von 1952 bis 1955 war er Mitarbeiter im Amt Blank und dort Beauftragter für die Europäische Verteidigungsgemeinschaft.
Am 1. Januar 1956 wurde Haß als Oberst in die Bundeswehr eingestellt und war zunächst Referatsleiter für Logistik im Bundesministerium der Verteidigung. Im April 1958 wurde er Stabsoffizier in der Logistikabteilung im Supreme Headquarters Allied Powers Europe in Paris und im August 1961 Leiter Deutscher Bevollmächtigter Nord in Mönchengladbach, wo er im September 1962 zum Brigadegeneral befördert wurde. Von Oktober 1962 bis September 1965 war Haß Unterabteilungsleiter im Bundesnachrichtendienst. Anschließend kehrte er als stellvertretender Divisionskommandeur der 7. Panzergrenadierdivision in Unna zur Bundeswehr zurück und war von Oktober 1966 bis September 1967 stellvertretender Divisionskommandeur der 10. Panzergrenadierdivision in Sigmaringen. In seiner letzten Verwendung war er Amtschef des Military Agency for Standardization der NATO in London. Mit Ablauf des Juli 1970 wurde er in den Ruhestand versetzt.
Haß war verheiratet.

## Auszeichnungen
- Kriegsverdienstkreuz I. Klasse